# Kao Hao-wen
Kao Hao-wen, född 17 mars 1995, är en taiwanesisk bågskytt. Han deltog vid olympiska sommarspelen 2016.